# پاستورلوزیس
پاستورلوزیس یک عفونت با گونه‌ای از سردهٔ باکتریایی پاستورلا است که در انسان و سایر جانوران یافت می‌شود.پاستورلا مالتوسیدا (زیرگونه‌های P. m. septica و P. m. multocida) در دهان و دستگاه تنفسی جانوران مختلف از جمله خوک حمل می‌شود. این باکتری، یک باسیل کوچک گرم منفی با رنگ‌آمیزی دوقطبی توسط رنگ‌آمیزی Wayson است.

## انواع
انواع مختلف عفونت با پاستورلاها عبارت‌اند از:
- بیماری پوست / بافت زیرجلدی یک عارضهٔ سپتیک است که به‌طور کلاسیک در دست و ساعد پس از گاز گرفتن گربه ایجاد می‌شود. علائم التهابی بسیار سریع ایجاد می‌شوند. پس از ۱ یا ۲ ساعت، ورم، درد شدید و ترشح تراوه ظاهر می‌شود. تب، متوسط یا خیلی زیاد، همراه با استفراغ، سردرد و اسهال دیده می‌شود. لنفانژیت نیز شایع است. عوارض ممکن است، به شکل آرتریت سپتیک و استئوتیت، ظاهر شوند.
- سپسیس بسیار نادر است، اما می‌تواند مانند طاعون سپتی‌سمیک، با تب بالا، تشنج و استفراغ و به‌دنبال آن، شوک و انعقاد شدید باشد.
- بیماری پنومونی نیز نادر است و در بیماران مبتلا به برخی از مشکلات مزمن ریوی ظاهر می‌شود.
- زئونوزیس، پاستورلوز می‌تواند از طریق گربه به انسان منتقل شود.[۳]

ابتلا به آرتریت سپتیک، مننژیت و اندوکاردیت حاد ممکن است، اما بسیار نادر هستند.

## تشخیص
تشخیص با جداسازی پاستورلا مولتوسیدا در یک محل استریل معمولی (خون، چرک یا مایع مغزی نخاعی) انجام می‌شود.

## درمان
از آن‌جایی که عفونت معمولاً از طریق گزش جانوران به انسان منتقل می‌شود، آنتی‌بیوتیک‌ها معمولاً عفونت را درمان می‌کنند، اما در صورت ورم شدید زخم، باید به پزشک مراجعه کرد. پاستورلوز معمولاً در صورت شدید بودن با پنی‌سیلین با دوز بالا درمان می‌شود. تتراسایکلین یا کلرامفنیکل، جایگزینی برای بیمارانی که بتا-لاکتام را تحمل نمی‌کنند ارائه می‌دهد. با این‌حال، درمان زخم بسیار مهم است.

## در جانوران
پاستورلا مالتوسیدا باعث ایجاد شرایط پاتولوژیک متعددی در حیوانات اهلی می‌شود و اغلب با سایر عوامل عفونی مانند گونه‌های کلامیدیا، مایکوپلاسما و ویروس‌ها عمل می‌کند. شرایط محیطی (حمل و نقل، کمبود مسکن و آب و هوای بد) نیز نقش دارند.
این بیماری‌ها توسط P. multocida به تنهایی یا همراه با سایر پاتوژن‌ها ایجاد می‌شوند:
- تب حمل و نقل در گاو و گوسفند ("تب حمل و نقل" نیز ممکن است توسط Mannheimia haemolytica ایجاد شود، در غیاب P. multocida ,[۴][۵] و M. haemolytica سرووار A1 به‌عنوان شایع‌ترین علت بیماری شناخته می‌شود.[۴] وضعیت پاتولوژیک معمولاً در جایی ایجاد می‌شود که ارگانیسم ایجادکننده با عفونت ثانویه، به‌دنبال یک عفونت باکتریایی یا ویروسی اولیه، که ممکن است پس از استرس، به‌عنوان مثال از جابجایی یا حمل و نقل، ایجاد شود، ایجاد می‌شود.[۵])
- پنومونی آنزوتیک گوسفند (و بز، با مداخلهٔ مکرر M. haemolytica)
- وبای مرغی (مرغ و سایر پرندگان اهلی و قفسی)
- پنومونی آنزوتیک و رینیت آتروفیک خوک‌ها
- پاستورلوز چینچیلا
- پاستورلوز خرگوش
- گمان می‌رود که پاستورلوزیس علت مرگ‌ومیر گسترده و مکرر بزهای سایگا باشد.[۶]